# Quintus Fulvius Nobilior
Quintus Fulvius Nobilior est un homme politique et militaire de la République romaine, fils de Marcus Fulvius, membre de la gens des Fulvii, consul en 153 av. J.-C. et censeur en 136 av. J.-C.

## Biographie
Son père Marcus, homme cultivé et patron du poète Ennius, fait donner à Quintus une éducation littéraire.
En 184 av. J.-C., il est triumvir, chargé avec deux collègues de la deductio de deux colonies de citoyens romains, Pisaurum (aujourd'hui Pesaro) en Ombrie et Potentia dans le Picenum. À cette occasion, il inscrit Ennius parmi les membres de l'une de ces colonies, ce qui lui donnait le droit de cité romain.
En 153 av. J.-C., il est consul. La date des élections est avancée cette année-là au premier janvier, afin d'avoir le temps de préparer l'intervention en Hispanie. Cette année-là, les habitants de Segeda (peuple des Belli), se rebellent contre les Romains, en tardant à fournir des soldats et en refusant de payer l'impôt, et se fortifient pour faire face aux légions consulaires de Fulvius Nobilior, qui laisse 6 000 hommes dans la bataille et doit fuir jusqu'à ce que le renfort de la cavalerie romaine puisse retourner la situation en sa faveur.
Les survivants se réunissent à Numance chez leurs alliés Arévaques et décident de continuer la guerre. Trois jours plus tard, Fulvius Nobilior se présente devant les portes de Numance avec une armée dont la première ligne est formée par 10 éléphants et 500 cavaliers numides envoyés d'Afrique par Massinissa, roi numide allié de Rome. Les Numantins et leurs chevaux sont effrayés par les éléphants et courent se réfugier dans leur ville jusqu'à ce qu'un jet de pierre blesse un éléphant, qui pris de fureur se rue contre les légionnaires, imité par le reste de son espèce. Cette attaque provoque de nombreuses victimes parmi les assiégeants, et l'armée de Numance en profite pour poursuivre les Romains, qui perdent 4 000 hommes (contre 2 000 Numantins).
Fulvius Nobilior ne voulut rien tenter de plus et passa l'hiver dans son campement, avec peu de vivres et les attaques continuelles des Numantins. Au printemps 152 av. J.-C., Nobilior est remplacé par le nouveau consul Marcus Claudius Marcellus, qui vient avec 500 chevaux et une infanterie de 8 000 hommes.
En 136 av. J.-C., il est censeur avec Appius Claudius Pulcher. Il joue un rôle modérateur face à l'intransigeance de son collègue Claudius.